# Tomás Nasif
Tomás Nasif (Villa del Totoral, 2 gennaio 2004) è un calciatore argentino, attaccante del Banfield in prestito dal River Plate.

## Carriera
È cresciuto nel settore giovanile del River Plate, con cui ha firmato il primo contratto professionistico il 26 dicembre 2024. Il 15 gennaio 2025 è stato ceduto in prestito al Banfield ed il 24 gennaio seguente ha debuttato nell'incontro di Primera División vinto 1-0 contro il Defensa y Justicia proprio grazie ad un suo gol. Quattro giorni più tardi ha segnato una doppietta contro il Newell's Old Boys.

## Statistiche

### Presenze e reti nei club
Statistiche aggiornate al 7 febbraio 2025.
| Stagione        | Squadra         | Campionato      | Campionato | Campionato | Coppe nazionali | Coppe nazionali | Coppe nazionali | Coppe continentali | Coppe continentali | Coppe continentali | Altre coppe | Altre coppe | Altre coppe | Totale | Totale | Totale |
| Stagione        | Squadra         | Comp            | Pres       | Reti       | Comp            | Pres            | Reti            | Comp               | Pres               | Reti               | Comp        | Pres        | Reti        | Pres   | Reti   |        |
| --------------- | --------------- | --------------- | ---------- | ---------- | --------------- | --------------- | --------------- | ------------------ | ------------------ | ------------------ | ----------- | ----------- | ----------- | ------ | ------ | ------ |
| 2025            | Banfield        | PD              | 4          | 3          | CA              | 0               | 0               |                    | -                  | -                  |             | -           | -           | 4      | 3      |        |
| Totale carriera | Totale carriera | Totale carriera | 4          | 3          |                 | 0               | 0               |                    | -                  | -                  |             | -           | -           | 4      | 3      |        |